# Овара кадзе-но Бон
Овара кадзе-но Бон (яп. おわら風の盆, «Танець вітру на свято Бон») — японський фестиваль, що проходить щорічно з 1-3 вересня в селищі Яцуо (нині частина міста Тояма префектури Тояма).

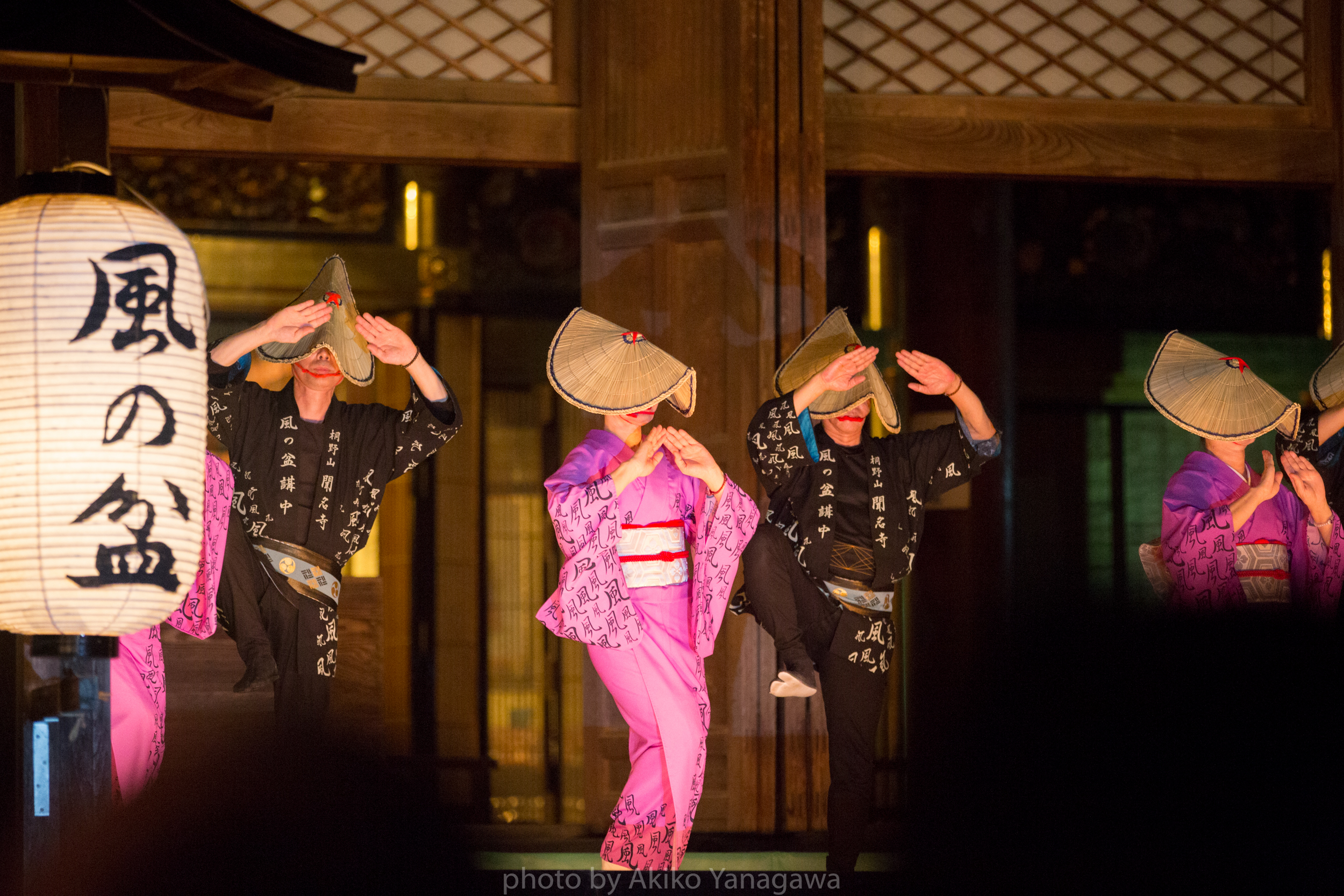

Цей фестиваль, який має трьохсотрічну історію, з недавнього часу став популярним серед туристів. Фестиваль проводять для того, щоб заспокоїти тайфуни і зібрати щедрий урожай рису.
Фестиваль проходить в нічний час. Вулиці прикрашаються паперовими ліхтариками, йдуть довгі ряди людей в солом'яних капелюхах, танцюють, грає досить меланхолійна музика. Цей особливий стиль музики є унікальним в регіоні. На фестивалі використовується рідкісний інструмент кокю (яп. 胡弓). Жіночий голос і сямісен часто супроводжують кокю.
Танцюристи в головних уборах і кімоно приховують обличчя, щоб сховатися від гніву бога, якого вони сподіваються заспокоїти. Ще однією особливістю є те, що танцюристи повинні бути неодруженими. Якщо ця умова не дотримати, то боги можуть розсердитися, оскільки танець вважається аналогом жертвування дів. В даний час такі погляди вважаються марновірством. Багато танцюристи приходять на фестиваль, щоб познайомитися з іншими неодруженими людьми.
Старомодні вулиці і гвинтові сходи містечка роблять фестиваль Овара кадзэ-но Бон вельми вражаючим.
Крім танців, ігор, дрібничок і традиційної їжі в магазинах можна купити японський папір.